# 774
774（七百七十四、ななひゃくななじゅうよん）は自然数、また整数において、773の次で775の前の数である。

## 性質
- 774は合成数であり、約数は1, 2, 3, 6, 9, 18, 43, 86, 129, 258, 387, 774である。
  - 約数の和は1716。
  - 189番目の過剰数である。1つ前は770、次は780。
- 177番目のハーシャッド数である。1つ前は770、次は777。
  - 18を基とする15番目のハーシャッド数である。1つ前は756、次は792。
- 1～90までの数字和の和である。1つ前は765、次は784。
- 774 = 12 + 172 + 222 = 32 + 62 + 272 = 32 + 182 + 212 = 72 + 102 + 252 = 72 + 142 + 232 = 112 + 132 + 222
  - 異なる3つの平方数の和6通りで表せる30番目の数である。1つ前は773、次は782。(オンライン整数列大辞典の数列 A025344)
- n = 774 のとき n と n − 1 を並べた数を作ると素数になる。n と n − 1 を並べた数が素数になる84番目の数である。1つ前は772、次は778。(オンライン整数列大辞典の数列 A054211)
- 約数の和が774になる数は2個ある。(514, 773) 約数の和2個で表せる50番目の数である。1つ前は770、次は780。
- 各位の和が18になる34番目の数である。1つ前は765、次は783。

## その他 774 に関連すること
- 西暦774年
- 紀元前774年
- NHKラジオ第2放送秋田の周波数は、774 kHz。
- バージニア (USS Virginia, SSN-774) は、アメリカ海軍の攻撃型原子力潜水艦。
- 名無しを表す数字の語呂合わせ。
  - 774 (ななし、またはナナシ) は、日本の成人向け漫画、イラストレーター。
  - 774 inc. - バーチャルYouTuber運営母体、774株式会社。